# مجارستان عثمانی
مجارستان عثمانی (مجاری: Török hódoltság، به معنای واقعی واژه‌ای «اطاعت ترکی») شامل بخش‌هایی از پادشاهی مجارستان می‌شد که از محاصره بودا در سال ۱۵۴۱ تا پیمان کارلویتس در سال ۱۶۹۹، تحت فرمان‌روایی امپراتوری عثمانی بودند. این مناطق تحت عنوان «مجارستان» در امپراتوری گنجانده شده بودند. مجارستان عثمانی برای مدت زیادی، ترانسدانوبیای جنوبی و کمابیش کلیهٔ منطقه دشت بزرگ مجارستان را تحت پوشش داشت.
در طول دوران فرمان‌روایی عثمانی، مجارستان از لحاظ اداری به ایالت تقسیم شده بود که هرکدام نیز به سنجاق‌هایی تقسیم شده بودند. مالکیت بیشتر زمین به دست سربازان و مقامات عثمانی بود و نواحی باقی مانده به دست دولت بود. مجارستان عثمانی یک منطقهٔ مرزی بود و با پادگان‌های سربازان، مستحکم شده بود. این منطقه از لحاظ اقتصادی توسعه‌نیافته بود و باعث تخلیهٔ منابع عثمانی بود. در طول جنگ‌های مجارستان-هابسبورگ-عثمانی، تلفات زیادی بر جمعیت مجارستان وارد شد. با وجود مهاجرت از بخش‌های دیگر امپراتوری و روی‌آوردن برخی به اسلام، دین اکثریت مردم منطقه مسیحی بود. عثمانی‌ها به نسبت مدارا بودند و این مدارایی به پروتستانتیسم اجازهٔ رشد داد، برخلاف سلطنت پیشین مجارستان که آن را سرکوب می‌کرد. تا پایان سدهٔ شانزدهم، بیشتر جمعیت پروتستان و عمدتاً کالوینیست بودند.
در سال ۱۶۸۶، بودا از عثمانی‌ها بازپس‌گرفته شد و در سال ۱۶۸۷، پس از نبرد موهاچ، مجلس مجارستان وراثت تاج مقدس مجارستان را به نفع هابسبورگ‌ها به رسمیت شناخت. ارتش امپراتوری، نسبتاً سریع ترک‌ها را از مجارستان بیرون و ترانسیلوانیا را نیز اشغال کرد. به دنبال شکست ترک‌ها در جنگ بزرگ عثمانی، عثمانی‌ها از دست رفتن مجارستان را در پیمان کارلویتس در سال ۱۶۹۹ به رسمیت شناختند. باقی‌ماندهٔ مناطق تحت اشغال عثمانی که شامل مناطق مرزی پادشاهی مجارستان می‌شدند، یعنی ایالت تمشوار، سیرمیا و بلگراد در طول جنگ اتریش و عثمانی میان سال‌های ۱۷۱۶ و ۱۷۱۸ توسط هابسبورگ‌ها بازپس‌گرفته شدند. واگذاری این مناطق در عهدنامه پاساروفچه در سال ۱۷۱۸ به رسمیت شناخته شد.